# Prinknash Park
Prinknash Park var en civil parish 1858–1935 när det uppgick i Upton St. Leonards i grevskapet Gloucestershire i England. Civil parish var belägen 6 km från Gloucester och hade 45 invånare år 1931.